# Гопко, Анна Николаевна
А́нна Никола́евна Гопко́ (укр. Ганна Миколаївна Гопко; род. 4 марта 1982, село Ганачевка, Перемышлянский район, Львовская область) — украинская журналистка и гражданская активистка.
Природозащитница, также известна борьбой против курения. Народный депутат Украины VIII созыва (с 2014 года). Кандидат наук по общественным коммуникациям.

## Биография
Родители: отец — Николай Евгеньевич Гопко, мать — Надежда Степановна (в девичестве Муромцева).
Школу окончила с отличием. Окончила факультет журналистики ЛНУ им. И. Франко (2004) по специальности «Международная журналистика», магистр.
В студенческие годы была львовским собкором «Интера» и «Первого национального».
Кандидат наук — диссертация «Экологическая публицистика» (КНУ, 2009).
Выпускница Украинской школы политических студий.
Многолетний координатор программ на Украине международной организации «За будущее без курения».
Летом 2014 года после победы Евромайдана стала соучредителем и координатором общественной инициативы «Реанимационный пакет реформ (Реанімаційний пакет реформ)».
На внеочередных украинских парламентских выборах 2014 года избрана в депутаты 8-го созыва, возглавляя избирательный список объединения «Самопомощь». По собственному свидетельству, получала предложения войти в десятку избирательного списка Блока Порошенко, Батькивщины, партий Олега Ляшко и Анатолия Гриценко. В парламенте возглавила комитет по иностранным делам.
В формируемом после выборов правительстве премьер-министр Арсений Яценюк предлагал её кандидатуру на пост министра экологии и природных ресурсов, однако Гопко отказалась, решив остаться в парламенте.
Летом 2015 года вопреки решению фракции поддержала изменения в Конституцию Украины касательно децентрализации, в связи с чем 31 августа 2015 года исключена из фракции «Самопомощи» в Верховной Раде. Сама Гопко оценила подобные действия как скатывание к популизму и большевистскому авторитаризму. Руководитель фракции Олег Березюк также заявил о плане лишить Гопко должности главы комитета, но для этого нужна поддержка большинства депутатов.
Сама Анна Гопко планировала остаться внефракционным депутатом.
По собственному свидетельству: «я всегда зарабатывала больше 20 тысяч гривен в месяц — это была зарплата с учётом уплаты всех налогов». Согласно декларации Анны Гопко, в собственности её семьи находится 8 квартир.
В 2014 году американский журнал Foreign Policy включил Анну Гопко в ежегодный список 100 мировых мыслителей (100 Global Thinkers).
Обладательница награды National Democratic Institute за 2014 год.
1 ноября 2018 года была включена в список украинских физических лиц, против которых российским правительством введены санкции.

## Семья
Замужем: супруг Александр Жук (1978 г. р.) — экономист в «Каргилл».
Дочь София (2011 г. р.).

## Высказывания
- Мы не против евроинтеграции, но давайте не будем идеализировать Евросоюз. Там тоже есть бюрократия, коррупция (сент. 2014)[2].
- У нас (на Украине), как на Востоке, так и на Западе — одни и те же проблемы: коррупция в ЖЭКах, городских больницах, детских садах, проблема милиции, которая бьёт, проблема суда, который требует взятки[15].